# Pharmazie in unserer Zeit
Pharmazie in unserer Zeit (PharmuZ) war eine Zeitschrift, die von der Deutschen Pharmazeutischen Gesellschaft herausgegeben wurde. Die Erstausgabe erschien 1972. PharmuZ veröffentlichte Themenhefte, die jeweils eine Wirkstoffklasse aus verschiedenen pharmazeutisch-relevanten Blickwinkeln darstellen.
Folgende Themen wurden in der Zeitschrift berücksichtigt: Klinische Pharmazie, neue Wirkstoffe, pharmazeutische Biologie, pharmazeutische Technologie, pharmazeutische Betreuung, Pharmakoökonomie, Pharmaziegeschichte, Pharmakologie, Apothekenpraxis und Apotheker.
Für die Zeitschrift wurde kein Impact Factor durch ISI Web of Knowledge ermittelt.
Herausgeber war Theo Dingermann, Johann Wolfgang Goethe-Universität Frankfurt am Main. Die letzte Ausgabe erschien im November 2012. Als Mitgliederzeitschrift der Deutschen Pharmazeutischen Gesellschaft wurde die PharmuZ zum Januar 2013 durch die Pharmakon – Arzneimittel in Wissenschaft und Praxis abgelöst.